# Mutamento vocalico delle città del Nord

Tre isoglosse che identificano il Mutamento vocalico delle città del Nord. Nelle zone in marrone, il fonema //ʌ// è più arretrato di //ɑ//. La linea blu racchiude le zone in cui il fonema //ɛ// è arretrato. La linea rossa racchiude le zone in cui //æ// si dittonga in /[eə]/ anche davanti a consonanti orali. Le aree comprese in tutte e tre le linee possono considerarsi l'"epicentro" del MVCN; la sua presenza è più accentuata a Syracuse, Rochester, Detroit e Chicago. Da Labov et al. 2006: 204.

Il Mutamento vocalico delle città del Nord è un mutamento a catena che investe i suoni di alcune vocali in determinate varietà di inglese americano. Si definisce delle città del Nord perché è attivo principalmente in un'ampia regione degli Stati Uniti intorno ai Grandi Laghi, che ha inizio nei pressi di Syracuse e Binghamton e si estende verso ovest passando per Cleveland, Detroit, Chicago, Madison, e a nord fino a Green Bay (Labov et al. 187–208).
In questo mutamento, le vocali delle parole ket, cut, caught, cot e cat si spostano da IPA [ɛ], [ʌ], [ɔ], [ɑ], [æ] verso [ə], [ɔ], [ɑ], [a], [ɪə]; inoltre, la vocale in kit (IPA [ɪ]) tende a centralizzarsi. Come molti mutamenti a catena, anche il MVCN non è completo in tutte le zone interessate: alcuni aspetti del mutamento (ma non tutti) si riscontrano anche in regioni più distanti. Per esempio, l'arretramento di /ɛ/ arriva a sud fino a St. Louis e ad ovest fino a Cedar Rapids, mentre il dittongamento di /æ/ davanti a consonanti orali si riscontra in alcune zone del Minnesota (St. James, Minneapolis, Brainerd). Le varietà in cui /ʌ/ è più arretrato di /ɑ/ (a causa dell'arretramento di /ʌ/, dell'avanzamento di /ɑ/, o di entrambi i fenomeni) includono, a est, quella di Providence, a sud quella di St. Louis, a nord quella di Bemidji, e ad ovest quella di Aberdeen (Labov et al. 204).
La causa originaria del fenomeno è il dittongamento di /æ/ in /ɪə/ (æ-tensing), un mutamento individuato già negli anni '60. In seguito, /ɑ/ avanza verso [a], andando ad occupare una posizione prossima a quella del vecchio fonema /æ/ o, in alcuni parlanti in cui il fenomeno è particolarmente avanzato, addirittura la stessa posizione. La terza fase è costituita da un'altra trazione, l'abbassamento di /ɔ/ verso [ɑ]. La quarta fase è l'arretramento di /ɛ/, un mutamento fonetico già evidenziato in altre varietà, ma in maniera meno marcata e in un numero inferiore di contesti; questa è una catena di propulsione, perché il vecchio fonema /ɛ/ e il fonema /æ/ avanzato hanno un suono simile, specialmente quando /æ/ non si innalza fino a [ɪə] ma solo fino a [eə]. La quinta fase è l'arretramento di /ʌ/, a seguito di trazione da parte di /ɔ/ e di propulsione da parte di /ɛ/. Infine, /ɪ/ si abbassa e arretra, pur rimanendo distinto da /ɛ/  in tutti i contesti. Il mutamento è in corso in tutte le città dei Grandi Laghi, pertanto è possibile che alcuni parlanti abbiano completato, per esempio, solo le prime due fasi, mentre non è possibile che un parlante abbia completato, per esempio, solo l'ultima.
Il mutamento si riscontra nei parlanti bianchi e in quelli che si identificano con la regione in cui avviene il mutamento. I parlanti dell'inglese afro-americano non sembrano aver adottato il Mutamento delle città del Nord. Il mutamento non è presente neppure nei parlanti del Canada, malgrado la prossimità geografica di milioni di canadesi che abitano nelle vicinanze del confine statunitense, nella regione dei Grandi laghi e lungo il fiume San Lorenzo. Per questo, l'accento di un canadese che vive in Ontario nei pressi del confine statunitense somiglierà più a quello di un parlante della California (distante migliaia di chilometri) che a quello di un americano che abita appena oltre confine.